# Депюжоль, Жан
Жан Депюжо́ль (фр. Jean Despujols, 1886—1965) — французский художник.

## Биография
Самое большое собрание его произведений находится в The Meadows Museum of Art at Centenary College в Шривпорте, штат Луизиана, США. Его работы в большинстве своём изображают французский Индокитай перед Второй мировой войной и многочисленные разрушительные Индокитайские войны.
Он был учеником Пола Квинсака в Школе изящных искусств Бордо. Два года он путешествовал по Индокитаю до Второй мировой войны. Сделал множество зарисовок, рисунков и картин Ангкор-Вата, Байона и многих других красивейших мест Индокитая. После Первой мировой войны работал в Риме с художником Жаном Дюпасом.
Он сбежал в Соединённые Штаты, чтобы избежать нацистского плена во Франции. Обосновался в Луизиане. Обладатель многочисленных наград за свои артистические навыки и личную храбрость, проявленную в Первой мировой войне. Был похоронен на кладбище Гринвуд в Шривпорте.
Его учеником был Этьен Ашиль Ревейль.